# Estación Sotaquí
Sotaquí era una estación de ferrocarril que se hallaba en la localidad homónima dentro de la comuna de Ovalle, en la Región de Coquimbo de Chile. Fue parte del Longitudinal Norte y actualmente se encuentra inactiva, con las vías levantadas.

## Historia
La estación formaba parte del primer tramo, inaugurado en 1896, del ferrocarril construido por el Estado que uniría las localidades de Ovalle y San Marcos, y que en 1914 pasaría a formar parte del ferrocarril Longitudinal Norte.
Enrique Espinoza consigna la estación en 1897, al igual que José Olayo López en 1910 y Santiago Marín Vicuña en 1916, quienes la incluyen en sus listados de estaciones ferroviarias, así como también aparece en mapas de 1929.
El 14 de marzo de 1923 se ordena la reparación de la casa del jefe de la estación.
La estación dejó de prestar servicios cuando el Longitudinal Norte suspendió el transporte de pasajeros en junio de 1975, y fue suprimida mediante decreto del 28 de julio de 1978. El edificio principal se encuentra en buen estado y habitado, mientras que también se mantienen otras estructuras en pie.